# بخش شریف‌آباد
بخش شریف‌آباد یکی از بخش‌های شهرستان پاکدشت در استان تهران ایران است.

## تقسیمات کشوری
- بخش شریف‌آباد
  - دهستان جمال‌آباد
  - دهستان شریف‌آباد
  - دهستان کریم‌آباد

شهر: شریف‌آباد

## جمعیت
بنابر سرشماری مرکز آمار ایران، جمعیت بخش شریف‌آباد شهرستان پاکدشت در سال ۱۳۹۰ برابر با ۱۲۳۵۲ نفر بوده‌است.

## توضیحات
شریف‌آباد یکی از شهرهای استان تهران در ایران است. این شهر مرکز بخش شریف‌آباد شهرستان پاکدشت است. شهر شریف‌آباد به عنوان دروازه ورودی و خروجی جنوب شرق استان تهران و در کیلومتر ۳۵ بزرگراه ترانزیت خراسان-تهران به مشهد و پس از شهر پاکدشت واقع شده‌است.
شهرک‌های صنعتی عباس‌آباد، علی‌آباد (پایتخت) و خوارزمی در حاشیه‌های شهر شریف‌آباد قرار دارند و از این حیث، شریف‌آباد به عنوان یکی از قطب‌های صنعتی استان تهران شناخته می‌شود و تبلیغات محیطی در این منطقه (بیلبوردهای تبلیغاتی) از اهمیت بالایی نزد صاحبان صنعت و سرمایه برخوردار است.
شریف‌آباد دارای استراحتگاه‌های متعدد و یک کمپینگ بزرگ با عنوان «مجتمع تفریحی - فرهنگی امام خمینی» جهت استقبال و اسکان مسافران و زائران حرم امام رضا می‌باشد. این کمپینگ دارای فضای سبز مفرح، آلاچیق‌های زیبا، شهربازی، سالن آمفی تئاتر، فرهنگسرا، موزه نمادهای دفاع مقدس، تلویزیون شهری و مقبرهٔ شهدای گمنام جنگ ایران و عراق می‌باشد.